# Aspicarpa pulchella
Aspicarpa pulchella là một loài thực vật có hoa trong họ Malpighiaceae. Loài này được (Griseb.) O'Donell & Lourteig mô tả khoa học đầu tiên năm 1943.